# Zaiditen

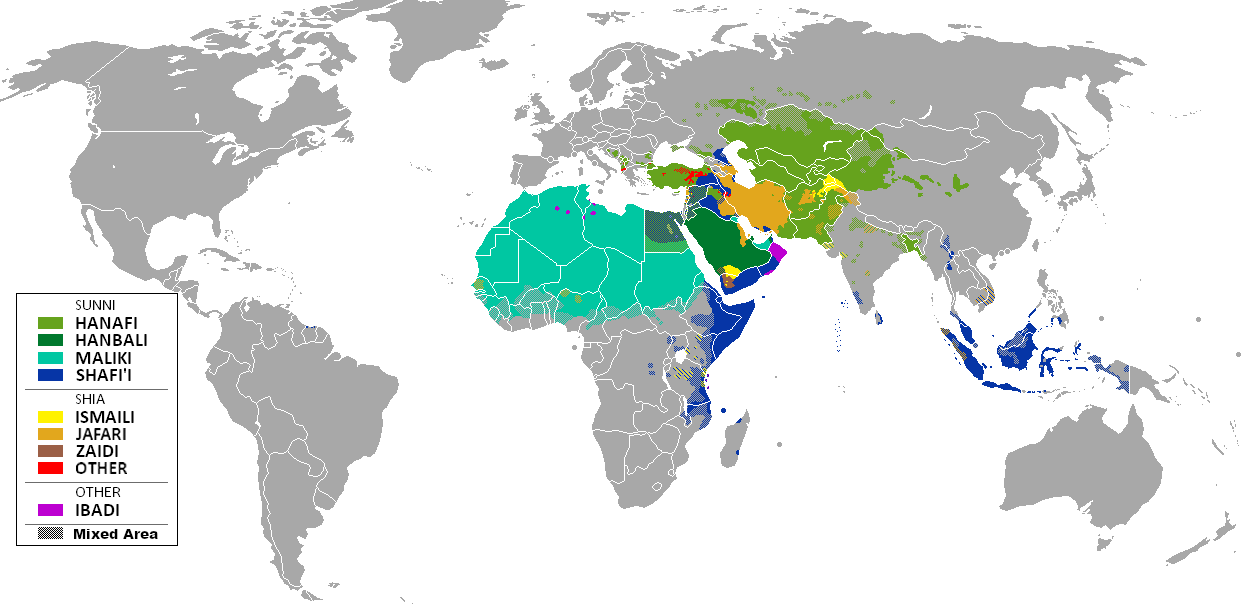
Region (braun), in der die Zaiditen die Mehrheit stellen

Die Zaiditen (arabisch زيدية, DMG Zaidīya) bilden innerhalb des Islams einen Zweig der Schiiten. Sie sind nach Zaid ibn ʿAlī benannt, einem Enkel des Prophetenenkels Husain, der sich 740 in Kufa gegen die Herrschaft der Umayyaden erhob und dabei den Tod fand. Die Zaiditen verfügen über eine eigene Rechtsschule und sind seit dem 9. Jahrhundert vor allem im Jemen verwurzelt, wo ihre Imame bis 1962 über ein selbständiges Fürstentum herrschten. Auch die Scherifen von Mekka waren bis zum 14. Jahrhundert Zaiditen.
Die Zaiditen werden manchmal auch „Fünfer-Schiiten“ genannt, doch ist diese Bezeichnung irreführend, weil anders als bei den Zwölfer-Schiiten die Anzahl der Imame bei den Zaiditen nicht eng beschränkt ist. In der wissenschaftlichen Literatur zur Schia wird diese Bezeichnung auch nicht verwendet.

## Lehre
Eines der wichtigsten Kennzeichen der Zaiditen ist ihre politische Theorie, nach der das Imamat, die Führung der islamischen Gemeinde ausschließlich den Nachkommen Mohammeds über dessen Enkel Hasan und Husain vorbehalten ist (die meisten Zaiditen-Imame waren Hasaniden). In der engen Begrenzung auf diesen Personenkreis unterscheiden sie sich von den Sunniten. Die Zaiditen kennen nach Zaid ibn Ali jedoch keine einheitliche, feste Imam-Reihe, der Imam muss sich vielmehr mit Waffengewalt durchsetzen und dabei durch bestimmte Qualitäten auszeichnen: Neben der Abstammung muss er eine tiefe Kenntnis des islamischen Rechts (Fiqh) vorweisen können, körperlich und geistig ohne Makel, männlichen Geschlechts, volljährig, rechtschaffen, mutig und freigebig sein sowie Organisationstalent aufweisen. Die Bestimmung erfolgt theoretisch auch nicht durch Wahl oder Designation des Vorgängers, sondern durch Selbstproklamation (daʿwa „Ruf“) eines Prätendenten, der alle Bedingungen der legitimen Führerschaft (schurut al-imama) in sich erfüllt glaubt.
Wie die Zwölfer-Schiiten halten die Zaiditen ʿAlī ibn Abī Tālib für besser (afḍal) als Abū Bakr und Umar ibn al-Chattab, anders als diese erkennen sie jedoch deren Kalifat als rechtmäßig an, weil dies Alī selbst auch getan hat.
Um die Mitte des 9. Jahrhunderts gründete al-Qasim ibn Ibrahim ar-Rassi (gest. 860) eine eigene zaiditische Rechtsschule. Diese hat sich nur noch in den nördlichen Regionen der Republik Jemen erhalten. Auf theologischer Ebene haben die Zaiditen stets die rationalistische Lehre der Muʿtazila gepflegt.

## Geschichte

### Anfänge in Kufa
Die Zaidīya hat sich im 9. Jahrhundert aus einem Zusammenwachsen zweier früherer schiitischer Gruppen in Kufa, der Butrīya und der Dschārūdīya, entwickelt. Der Name der Butrīya wird auf einen gewissen Kathīr an-Nawwāʾ (gest. 754) mit dem Beinamen al-Abtar zurückgeführt. Er und seinen Anhänger gehörten ursprünglich zum Umkreis von Muhammad ibn ʿAlī al-Bāqir, sagten sich jedoch von diesem später los. Hinsichtlich der islamischen Frühgeschichte waren ihre Ansichten ähnlich gemäßigt wie bei den späteren Zaiditen: ʿAlī hielten sie zwar nach dem Propheten für den besten (al-afḍal) aller Muslime, doch erkannten sie das Kalifat Abū Bakrs und ʿUmars als rechtmäßig an, da ʿAlī ihnen gehuldigt hatte. Auch Zaid ibn ʿAlī selbst scheint diese Ansicht vertreten zu haben. Als er sich im Jahre 739 von Medina nach Kufa begab und die Schiiten zur Rebellion gegen die Umayyaden aufrief, fielen die meisten von ihm bald wieder ab, als sie sahen, dass er nicht bereit war, die beiden ersten Kalifen zu schmähen.
Die Dschārūdīya ist benannt nach Abū l-Dschārūd, der ebenfalls zu dem Umfeld Muhammad al-Bāqirs gehörte. Er und seine Anhänger erkannten im Gegensatz zu den Butriten das Kalifat von Abū Bakr, ʿUmar und ʿUthmān nicht an, weil sie meinten, dass ʿAlī und seine Nachkommen direkt von Mohammed als Nachfolger eingesetzt worden waren. Abū l-Dschārūd selbst leitete das aus dem Bericht über das Verfluchungsordal (Mubāhala) mit den Christen von Nadschran ab, bei dem sich Mohammed mit seiner Familie einem Gottesurteil unterzogen hatte. Nach der schiitischen Überlieferung waren hierbei seine Tochter Fatima, deren Mann Ali ibn Abi Talib und ihre Söhne Hasan ibn Ali und Husain ibn Ali anwesend gewesen. Die Aussage in Sure 33:33, dass Gott die „Leute des Hauses“ Ahl al-bait läutern wolle, bezog Abū l-Dschārūd auf dieses Ereignis und schloss daraus, dass sich der Anspruch auf das Imamat allein in der Nachkommenschaft Hasans und Husains vererbt. Gestützt auf diese Theorie, lehnte Abū l-Dschārūd den Großteil der Prophetengefährten ab, da sie den rechtmäßigen Imam nicht unterstützt hatten.
Bei der Dschārūdīya hat sich auch schon die Lehre herausgebildet, dass unter den Nachkommen Hasans und Husains derjenige anzuerkennen sei, der zum Schwert griff und sich die Herrschaft erkämpfte. Auf dieser Grundlage haben die Dschārūditen Zaids Aufstand im Jahre 740 gegen den Kalifen Hischām sowie auch mehrere spätere alidische Revolten unterstützt, darunter zum Beispiel den Aufstand von Muhammad an-Nafs az-Zakīya im Jahre 762.
Erst um die Mitte des 9. Jahrhunderts hat sich die Zaidīya zu einer geschlossenen schiitischen Gemeinschaft entwickelt. Hieran hatte nicht zuletzt der Gelehrte Qāsim ibn Ibrāhīm ar-Rassī (gest. 860), der eine eigene zaiditische Theologie entwickelte, die an dem Rationalismus der Muʿtaziliten orientiert ist, einigen Anteil.

### Die kaspischen Zaiditen
Anhänger von al-Qāsim ibn Ibrāhīm missionierten im westlichen Tabaristan an der Südküste des Kaspischen Meeres, in der Region von Rūyān, Kalār und Schālūs. Im Jahr 864 revoltierten die Bewohner von Rūyān und luden den Hasaniden al-Hasan ibn Zaid aus Raiy ein, sie anzuführen. Al-Hasan mit dem Beinamen ad-Dāʿī ilā l-Ḥaqq („Der Rufer zur Wahrheit“) gründete den ersten zaiditischen Staat mit der Hauptstadt Āmul. Der wichtigste Herrscher dieser hasanidischen Lokaldynastie (siehe Herrscherliste) war der Imam al-Utrusch (10. Jh.). Darüber hinaus herrschten bis in die frühe Safawidenzeit (16. Jhdt.) zaiditische Aliden über verschiedene Gebiete der kaspischen Provinzen Nordirans, in Tabaristan, Dailam und Gilan.

### Die jemenitischen Zaiditen
Das jemenitische Zaiditen-Imamat und seine Dogmatik geht auf einen hasanidischen Nachkommen al-Qāsim ibn Ibrāhīms mit dem Namen Yahyā ibn al-Husain zurück. Dieser Yahyā mit dem Beinamen al-Hādī ilā l-Ḥaqq („der Führer zur Wahrheit“) kam 897 in den nördlichen Jemen und gründete ein Fürstentum mit der Hauptstadt Saʿda, dessen erste Herrscherdynastie als Rassiden bekannt ist. Zwar mussten sich die Zaiditen in der Folgezeit unter anderem gegen Angriffe der Yuʿfiriden, Sulaihiden und Hamdaniden behaupten, doch sollten ihre Imame bis 1962 an der Macht bleiben. Hin und wieder gelang es ihnen auch, Sanaa zu erobern und ihre Herrschaft über das jemenitische Bergland hinaus auszuweiten. Nach dem Sturz der sunnitischen Rasuliden (1454) konnte sogar der Südjemen unterworfen werden.

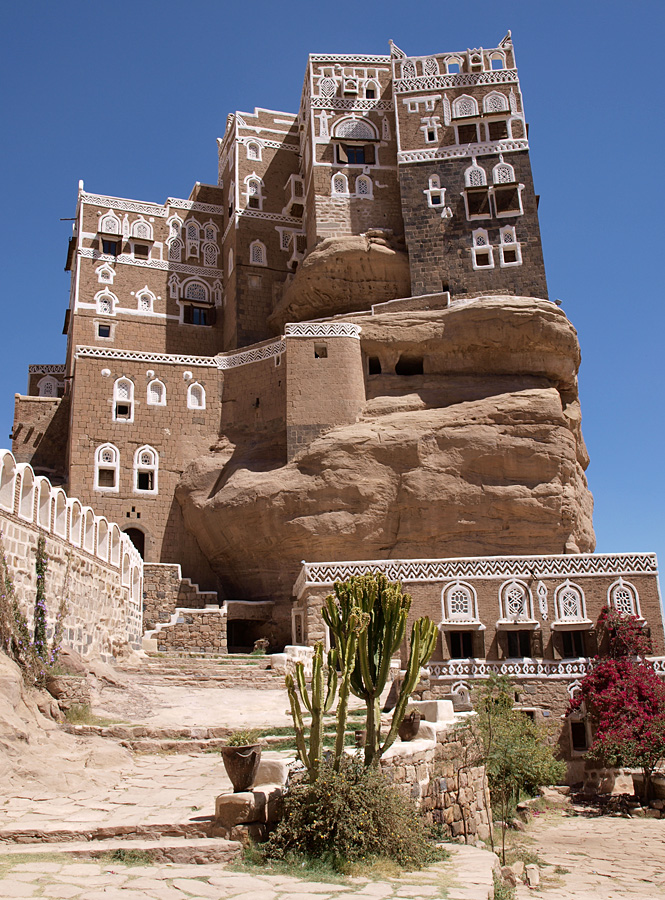
Residenz des Imams al-Mutawakkil Yahya ibn Muhammad nahe Sanaa

Mit der Entdeckung des Seeweges nach Indien geriet der Jemen verstärkt in den Blickpunkt europäischer Handelsmächte. Zunächst konnten Angriffe der Portugiesen (1513) und Mamluken auf Aden (1515–1517) abgewehrt werden. Nach der Eroberung von Ägypten begannen auch die Osmanen mit der Eroberung des Jemen. Zwar gelang diesen die Besetzung von Aden, doch konnte das Bergland (bis 1548) nur unter sehr hohen Verlusten unterworfen werden. Zwischen 1537 und 1600 sollen allein 70.000 osmanische Soldaten im Jemen gefallen sein.
Gegen Ende des 16. Jahrhunderts erwuchs den Osmanen mit dem Prophetennachkommen al-Qasim ibn Muhammad ein neuer und gefährlicherer Gegenspieler. Al-Qasim erklärte sich 1597 in der Provinz „asch-Scharaf“ (nordwestlich von Sanaa gelegen) zum Imam (d. h. zum religiös-politischen Führer der muslimischen Gemeinde) und rief die Bevölkerung zum Dschihad gegen die Osmanen auf. Unter seinem Sohn al-Muayyad Muhammad (1620–1644) zwangen zaiditische Truppen, die sich vor allem aus Stammesleuten zusammensetzten, die Osmanen zur Räumung des Landes und begründeten damit die qasimidische Dynastie. Nach heftigen Kämpfen zogen die letzten osmanischen Truppen 1635 aus dem Jemen ab.
Nach dem osmanischen Abzug konnten die Zaiditen unter Imam al-Mutawakkil Ismail (1644–1676) wieder den gesamten Jemen bis nach Dhofar vereinigen. In dieser Zeit kam es durch den Anbau von Kaffee und dessen Handel zu einem großen Wirtschaftsaufschwung. Zentrum des blühenden Kaffeehandels wurde al-Mucha (eingedeutscht Mokka), in dem die Niederländer, Engländer und Franzosen Handelsniederlassungen errichteten. Im 18. Jahrhundert konnte sich der Südjemen allerdings wieder vom zaiditischen Imamat lösen. Innerhalb der jemenitischen Zaidīya bildete sich in dieser Zeit eine neue traditionalistische Schule, zu der Muhammad ibn Ismāʿīl al-Amīr (allgemein bekannt als Ibn al-Amīr, st. 1779) und asch-Schaukānī (gest. 1834) gehörten. Sie setzten sich von der früheren Zaidīya dadurch ab, dass sie die sunnitischen Hadith-Werke anerkannten und als autoritativ betrachteten.

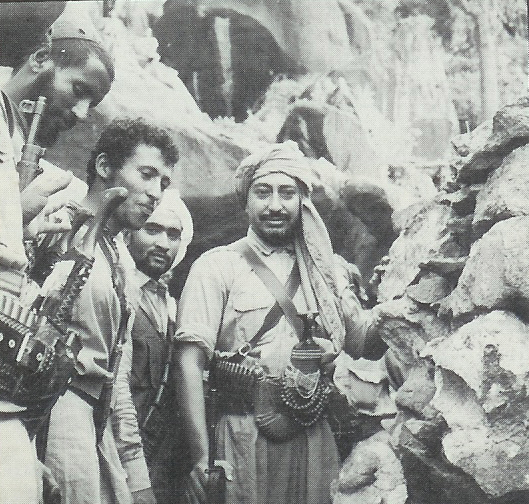
Badr ibn Ahmad (mittig), der letzte Herrscher des zaiditischen Königreichs Jemen

Zu Beginn des 19. Jahrhunderts geriet der Jemen wieder verstärkt in den Blickpunkt der regionalen und internationalen Großmächte. So besetzten zunächst die Wahhabiten die Tihama (1803) wurden aber von den  Ägyptern abgelöst (1821–1840). Dies führte wiederum zur Besetzung Adens durch Großbritannien, das sich den Zugang zum Roten Meer sichern wollte (1839). In der Folgezeit sollte der Südjemen unter britischer Herrschaft eine gesonderte Entwicklung durchlaufen.
Im Nordjemen gerieten die Zaiditen nach 1872 wieder unter die Herrschaft der Osmanen. Allerdings mussten diese, nach einem heftigen Guerillakrieg der Zaiditen, Imam Yahya Muhammad Hamid ad-Din (1904–1948) faktisch als Herrscher im Nordjemen anerkennen. Diesem und seinen Nachfolgern gelang es aber nicht, das Land zu modernisieren. Wegen der konservativen Herrschaft der Könige wurde die Monarchie 1962 gestürzt und damit auch die Dynastie der Zaiditen beendet.

## Zaiditen in Deutschland
In Deutschland lebten am 31. Dezember 2014 laut Statistischem Bundesamt 3.527 jemenitische Staatsbürger. Von diesen gehörten schätzungsweise zwischen 20 % und 60 % der Religionsgemeinschaft der Zaiditen an. Demnach lebten 2014 zwischen 705 und 2.116 Zaiditen in Deutschland. Herkunftsland der in Deutschland lebenden Zaiditen ist fast ausnahmslos der Jemen.
Bekanntester Vertreter dieser Glaubensgemeinschaft in Deutschland war Sven Kalisch (ehemals Muhammad Sven Kalisch), der zeitweise Inhaber des ersten Lehrstuhls für die Ausbildung islamischer Religionslehrer in Deutschland war. Mehrere Tageszeitungen berichteten, dass Kalisch öffentlich seine Abkehr vom Islam erklärte und seinen Beinamen Muhammad wieder abgelegt hat. Damit zählt er zu den prominentesten Apostaten in Deutschland.

## Belege
1. ↑  Vgl. dazu Heinz Halm: Die Schia. Darmstadt 1988. S. 244f.
2. ↑  Zur Butrīya vgl. van Ess I 239–252.
3. ↑  Vgl. van Ess: Theologie und Gesellschaft im 2. und 3. Jahrhundert der Hidschra. Band 1. 1991, S. 258.
4. ↑  Vgl. van Ess: Theologie und Gesellschaft im 2. und 3. Jahrhundert der Hidschra. Band 1. 1991, S. 267 f.
5. ↑  Madelung: “Zaydiyya”. 2002, S. 478b.
6. ↑  Madelung: “Zaydiyya”. 2002, S. 478b–479b.
7. ↑  Vgl. Bernard Haykel: Revival and Reform in Islam. The Legacy of Muhammad al-Shawkānī. Cambridge: Cambridge University Press 2003. S. 10.
8. ↑  Bevölkerung und Erwerbstätigkeit – Ausländische Bevölkerung – Ergebnisse des Ausländerzentralregisters, vom: Statistisches Bundesamt, vom 16. März 2015, abgerufen am 29. Januar 2016
9. ↑  Frankfurter Rundschau: Muhammad Kalisch ist kein Muslim mehr, vom 6. April 2010, abgerufen am 30. Januar 2016
10. ↑  Rheinische Post: Islamwissenschaftler Kalisch ist kein Muslim mehr, vom 21. April 2010, abgerufen am 30. Januar 2016
11. ↑  Deutschlandfunk: Muhammad ist nicht mehr – Sven Kalisch und der Islam, vom 6. Mai 2010, abgerufen am 30. Januar 2016